# 1762 en littérature
| Années de la littérature : 1759 - 1760 - 1761 - 1762 - 1763 - 1764 - 1765    |
| Décennies de la littérature : 1730 - 1740 - 1750 - 1760 - 1770 - 1780 - 1790 |

Cet article présente les faits marquants de l'année 1762 en littérature.

## Événements
- 1er janvier  : la Gazette, premier hebdomadaire français (1631) racheté par Choiseul, parait désormais son le titre la Gazette de France, avec pour sous-titre « Organe officiel du Gouvernement royal ». Elle est réunie au département des Affaires Étrangères[1].
- 15 mars : de retour en France, l'orientaliste français Abraham Hyacinthe Anquetil-Duperron dépose à la bibliothèque royale une partie des livres qu'il a recueillis en Inde[2]. Parti à la recherche des zoroastriens réfugiés en Inde, il en rapporte l’Avesta et cinquante Upanishads. Il traduit en français et publie l’Avesta en 1771, quatre Upanishads en 1776 puis traduit les cinquante Upanishads en latin en 1801-1802 sous le titre de Oupnek'hat.

- 4 avril : lettre de Voltaire à Damilaville (« Criez et qu’on crie »). Convaincu de l’erreur judiciaire, Voltaire intervient dans l’Affaire Calas et veut obtenir la révision du procès[3].

- 15 mai : à Schinznach-Bad en Suisse, la Société des Amis patriotes fondée le 3 mai 1761 autour du philosophe bâlois Isaak Iselin devient la Société helvétique sur proposition du médecin de Zurich Hans Caspar Hirzel ; elle prône la liberté et la tolérance[4],[5].

- 5 juin : premier numéro de The North Briton (en), hebdomadaire de John Wilkes, qui parait sans nom d'auteur jusqu'au 23 avril 1763[6].
- 9 juin : l’Émile est condamné par le parlement de Paris puis par l’archevêque de Paris Beaumont le 28 août ; Rousseau est contraint à l’exil (Suisse, Prusse, Grande-Bretagne)[7].
- 18 juin : à Genève, les syndics et le Petit Conseil condamnent le Contrat social et l'Émile de Jean-Jacques Rousseau, comme livres impies, scandaleux, blasphématoire et calomieux envers la religion[8].

- 11 juillet : Jean-Gabriel Petit de Montempuys, ancien recteur janséniste de l'Université de Paris, lui lègue par testament ses livres et manuscrits, environ 5000 volumes à l'origine d'une partie du fond de la Bibliothèque de la Sorbonne[9]

- Mise en place par Jacob-Nicolas Moreau du cabinet des Chartes avec le soutien du ministre Bertin avec pour but « la recherche, la collection et l'emploi des monuments de l'histoire et du droit public de la monarchie française. ». Il fait appel aux bénédictins de la Congrégation de Saint-Maur. En 1764, le cabinet des Chartes est installé sous les combles de la bibliothèque royale à Paris[10].

## Parutions

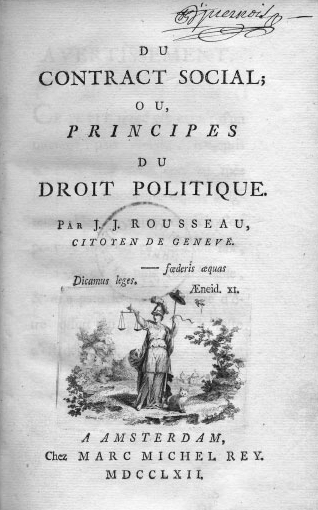

- Début avril : Jean-Jacques Rousseau, Du Contrat social : ou principes du droit politique, Amsterdam, Marc-Michel Rey, 1762 (présentation en ligne), traité politique[7].

- Antoine Bénézet, A Short Account of that Part of Africa, Inhabited by the Negroes, Philadelphie, 1762 (présentation en ligne) (« Description de la partie de l’Afrique habitée par les nègres »).
- Voltaire, Sermon des cinquante : 1749. On l'attribue à M. Du Martaine, ou Du Marsay, d'autres à La Métrie, mais il est d'un grand prince très instruit, Genève, [Cramer], 1762 (présentation en ligne).

- Dictionnaire de l'Académie françoise : Quatrième édition, vol. 1, Paris, chez la Veuve de Bernard Brunet, 1762 (présentation en ligne), en deux volumes.

### Fictions
- Mai : Jean-Jacques Rousseau, Émile ou De l'éducation, La Haye (Paris), Jean Néaulme (Nicolas Bonaventure Duchesne) (présentation en ligne), roman en 4 volumes[7].

- Oliver Goldsmith, The citizen of the world : or, letters from a Chinese philosopher, residing in London, to his friends in the east, vol. 1, Dublin, George and Alex Ewing, 1762 (présentation en ligne) (« Le Citoyen du monde »), roman épistolaire.
- Thomas Leland, Longsword, Earl of Salisbury : An Historical Romance, Dublin, G. Faulkner, 1762 (présentation en ligne), précurseur du roman gothique.

## Décès
- 19 janvier : William Moraley, écrivain britannique (° en 1698).
- 16 novembre ou 23 novembre : John Boyle, 5e comte de Cork et 5e comte d'Orrery, écrivain irlandais (° en 1707)